# Juli Fernández
Julià Fernández Ariza (Andorra la Vella, 19 novembre 1974) è un ex calciatore andorrano, di ruolo difensore.

## Carriera

### Nazionale
Tra il 1998 ed il 2009 ha giocato complessivamente 36 partite in nazionale.

## Palmarès

### Club

#### Competizioni nazionali
- Campionato andorrano: 2

Santa Coloma: 2002-2003, 2007-2008
- Copa Constitució: 5

Santa Coloma: 2002-2003, 2004-2005, 2005-2006, 2006-2007, 2008-2009
- Supercoppa d'Andorra: 4

Santa Coloma: 2003, 2005, 2007, 2008